# Alzeyer Hügelland

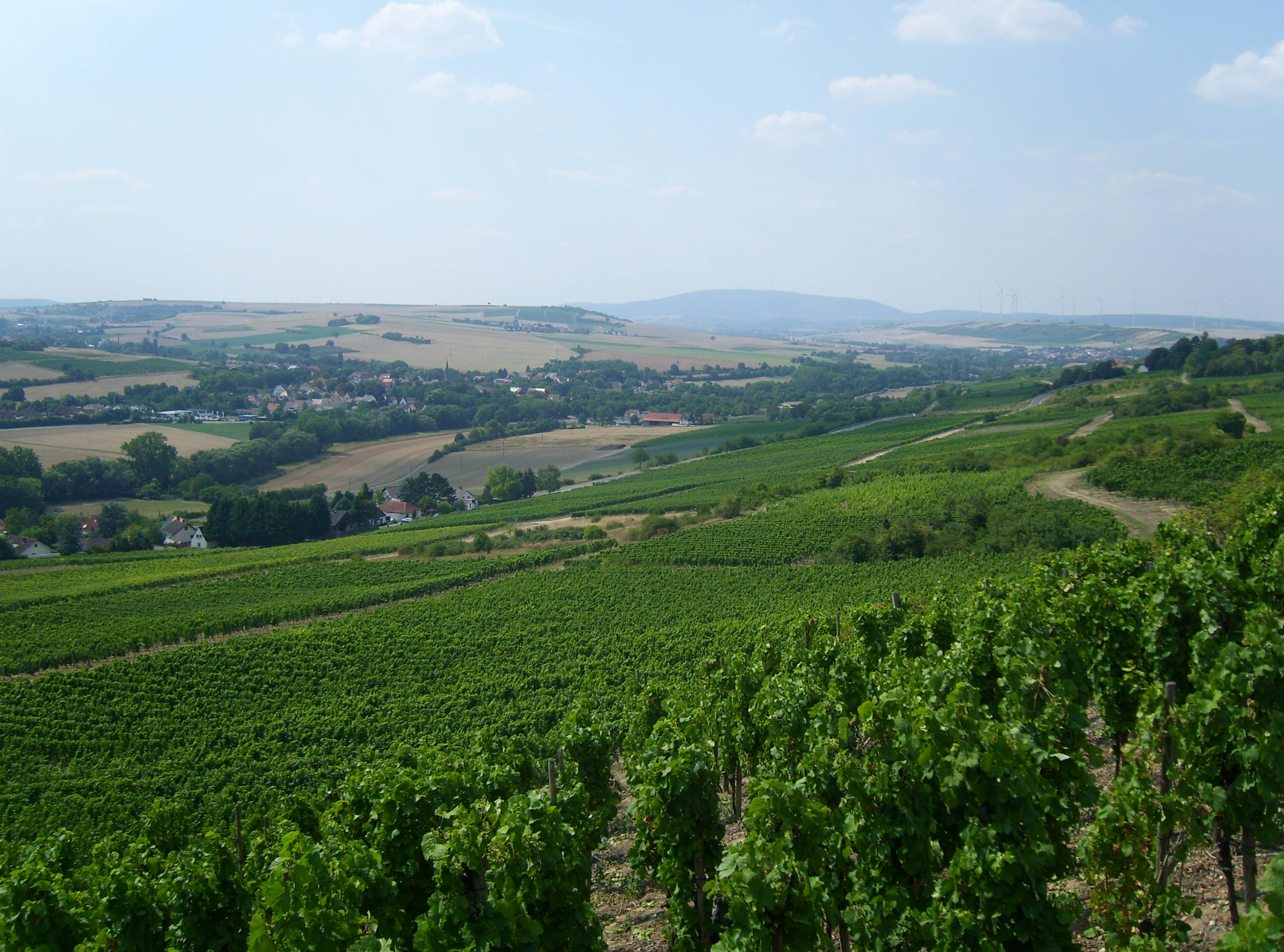
Le Donnersberg (687 m) et la vallée moyenne de la Pfrimm (Alzeyer Hügelland) depuis le mémorial de Zellertal (environ 240 m).

Le Alzeyer Hügelland  (littéralement « Coteaux d’Alzey ») est un paysage de  coteaux et de plateaux en Hesse rhénane et en Palatinat rhénan. Le Alzeyer Hügelland fait partie des collines de la Hesse rhénane. Il se situe entre les villes de Alzey et de Grünstadt en Allemagne. Le point culminant du Alzeyer Hügelland est, avec 337 m de hauteur, le Grünstadter Berg.